# マリー＝エレオノール・ゴドフロワ
マリー＝エレオノール・ゴドフロワ（Marie-Éléonore Godefroid、1778年6月29日 - 1849年6月9日）は、フランスの画家である。

## 略歴
パリで生まれた。祖父母のフェルナン＝ジョセフ・ゴドフロワ（Ferdinand-Joseph Godefroid）とマリー＝ジャコブ・ゴドフロワ（Marie-Jacob Godefroid）はフランス王家のために働いた絵画修復家であった。父親のジョセフ＝フェルナン＝フランソワ・ゴドフロワ（Joseph-Ferdinand-François Godefroid）も宮廷で働らいた画家であった。
宮廷の女性、アンリエット・カンパンが運営したサンジェルマンの芸術学校に17歳で入学し、教師も務めた後、画家の仕事に専念した。1805年ころから、画家のフランソワ・ジェラール（1770-1837）の工房に入り、助手としても働き、ジェラールの家に住み、ジェラール一家の家事も助けた 。肖像画家のジャン＝バティスト・イザベイにも学び肖像画も描いた。1837年にジェラールが亡くなった後、ジェラールの作品を完成させた。、
1800年から、ルーヴル美術館での展覧会に多くの肖像画を出展し、ナポレオンの治世から復古王政の時代の有力者やその家族たちの肖像画などを描いた。フランス皇后になったジョゼフィーヌの支援を受けた女性画家のひとりになった。
1849年パリでコレラで亡くなった。

## 作品

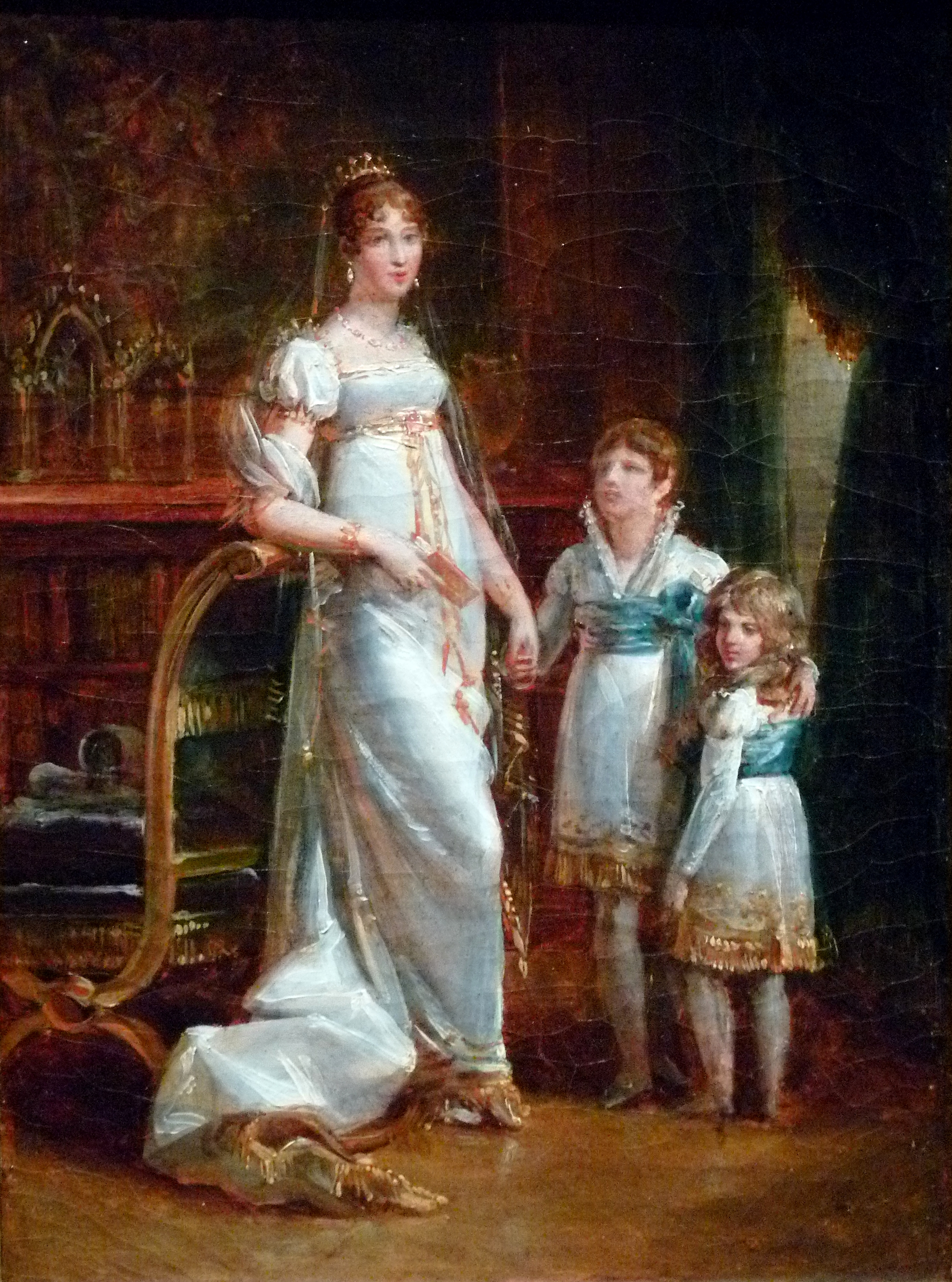
オルタンス・ド・ボアルネ（ナポレオンの義理の娘）の親子 (1812)
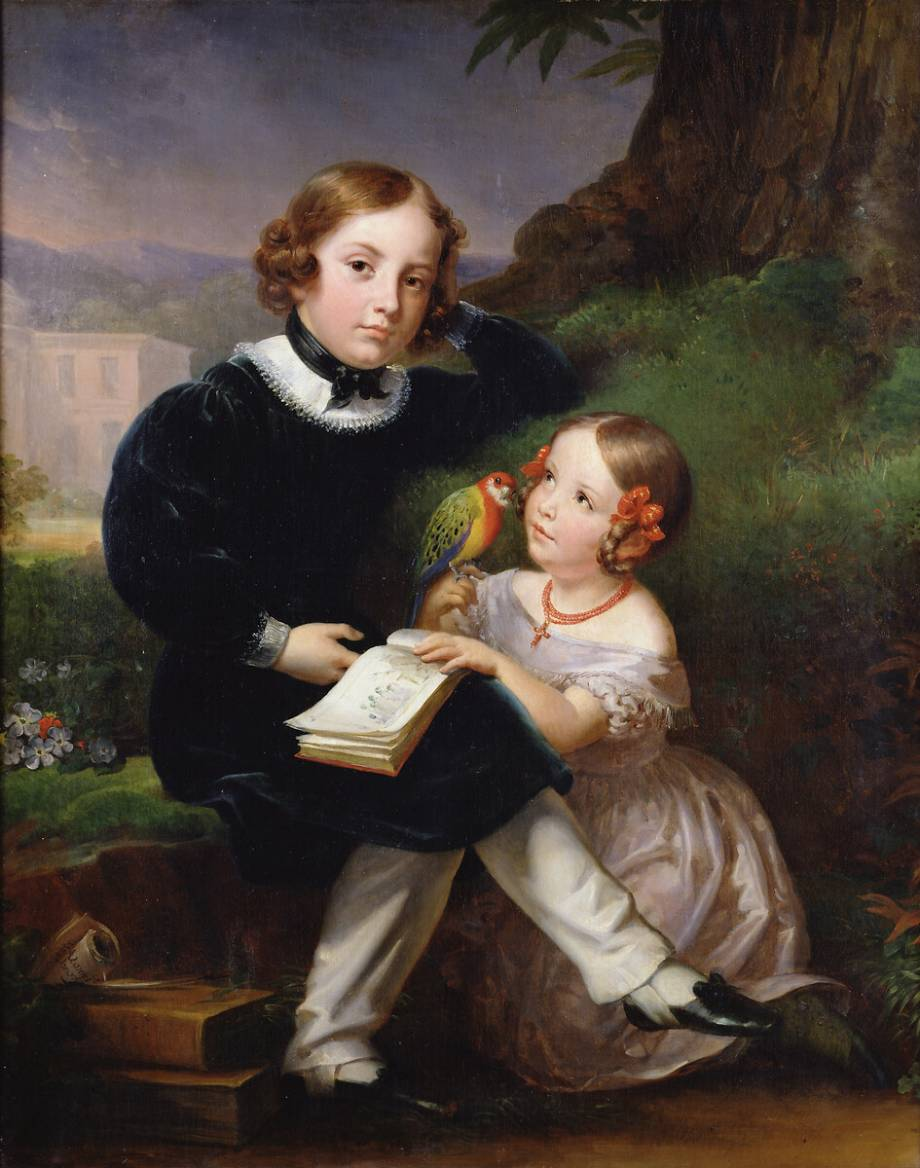
彫刻家ダヴィッド・ダンジェの子供たち アンジェ美術館
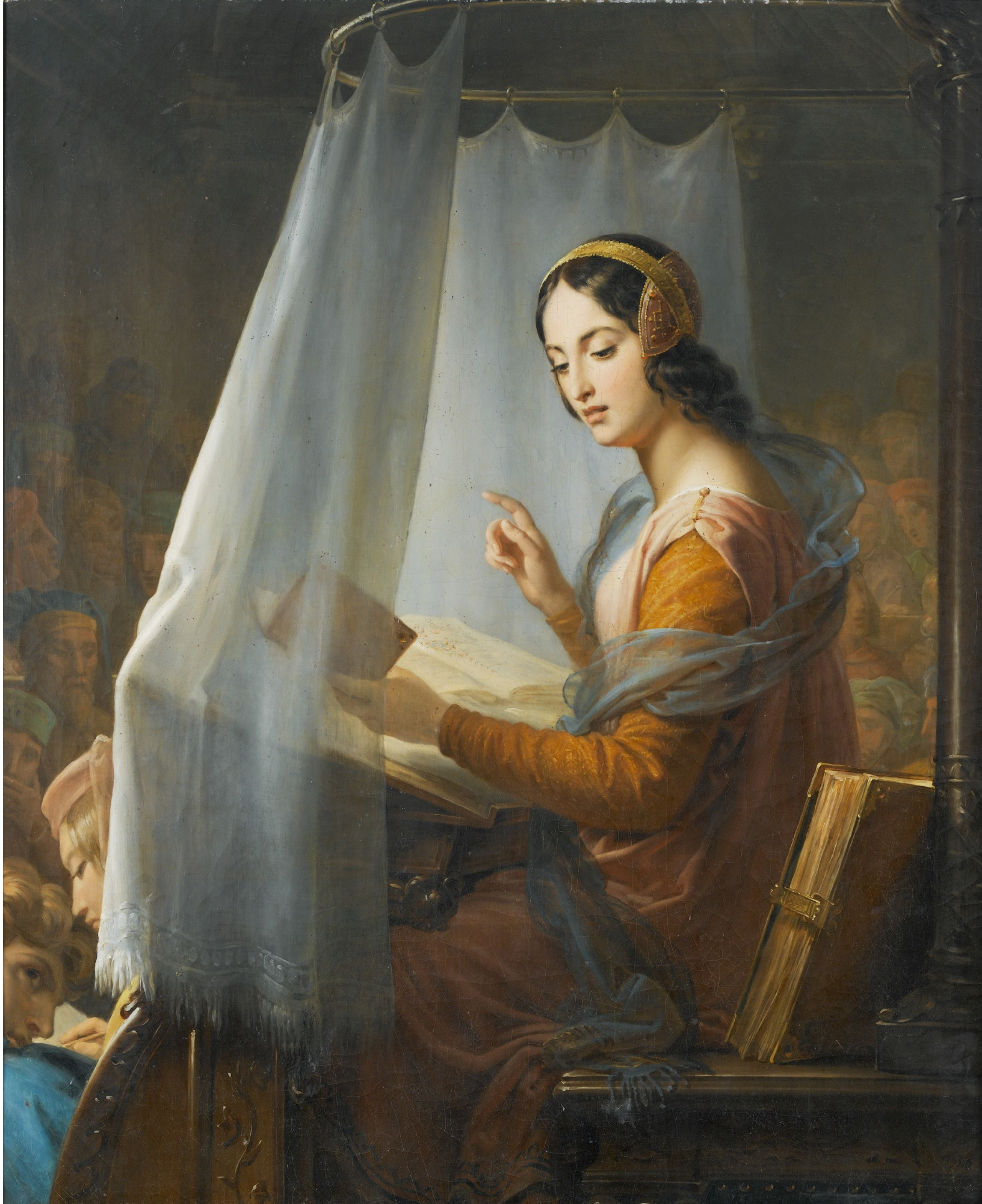
Novella d'Andrea（14世紀の学者）の肖像画
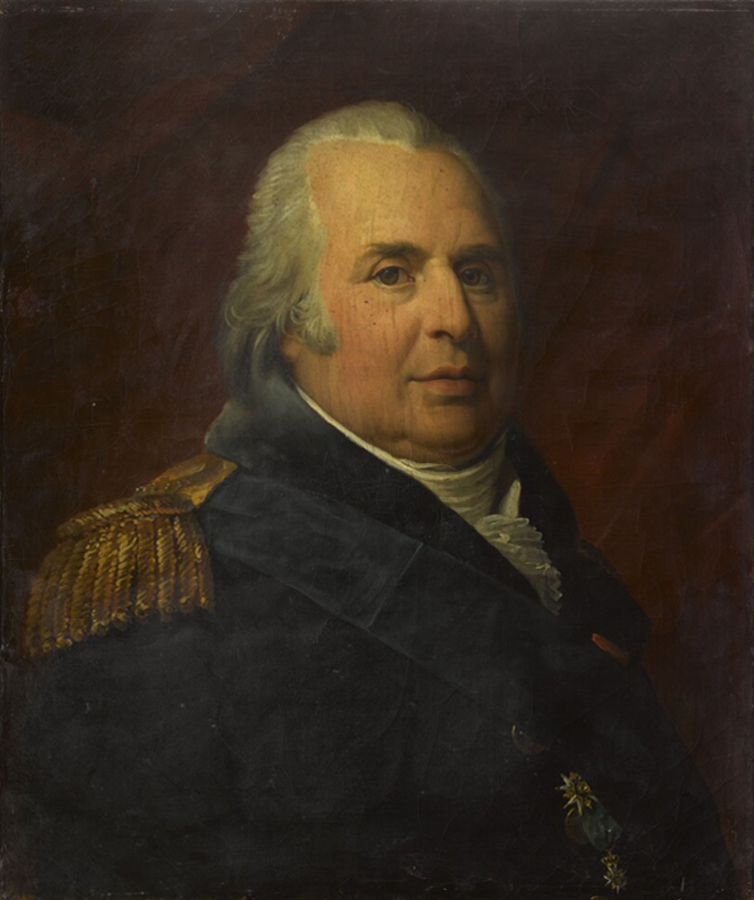
ルイ18世（フランソワ・ジェラールの原画による。）

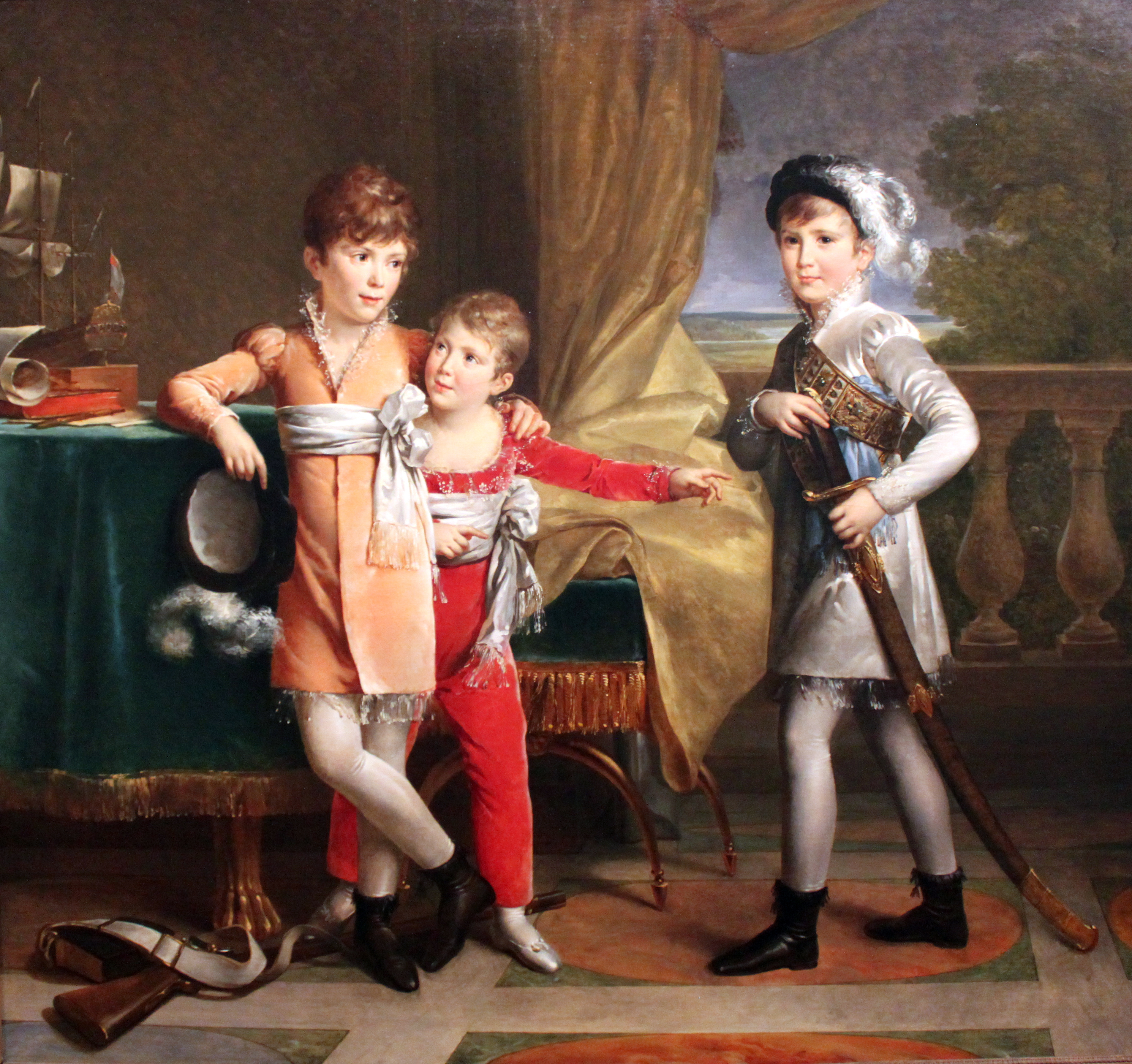
ネイ将軍の息子たち (1810) 絵画館 (ベルリン)
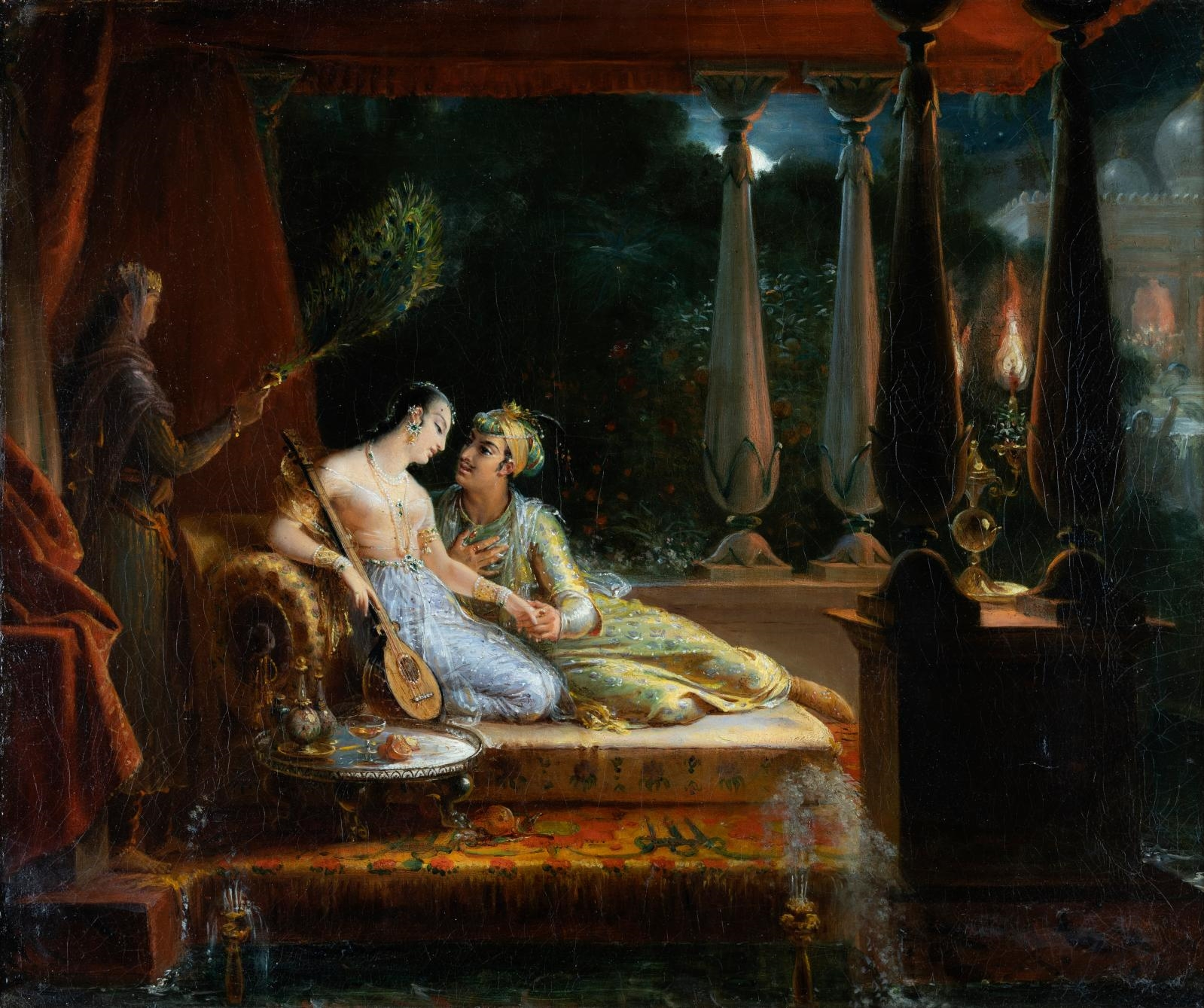
千夜一夜物語の場面 (c.1842)